# Marysin (gmina Jastków)
Marysin – wieś w Polsce położona w województwie lubelskim, w powiecie lubelskim, w gminie Jastków.
W latach 1975–1998 miejscowość należała do województwa lubelskiego.
Wieś stanowi sołectwo gminy Jastków. Według Narodowego Spisu Powszechnego z roku 2011 wieś liczyła 908 mieszkańców.
Słownik geograficzny Królestwa Polskiego z roku 1885 wymienia Marysin jako folwark w gminie Jastków. 2 lutego 1944 r. w tej miejscowości polscy partyzanci stoczyli bitwę z oddziałami niemieckimi.
Bezpośrednie sąsiedztwo Lublina sprawia, że miejscowość traci charakter wsi, a staje się podmiejskim osiedlem mieszkalnym, o zabudowie willowej.